# Chahār Cheshmeh-ye Nāz̧em
Chahār Cheshmeh-ye Nāz̧em (persiska: چَهار چِشمِه, چهار چشمۀ ناظم, Chahār Cheshmeh) är en ort i Iran.   Den ligger i provinsen Lorestan, i den centrala delen av landet, 300 km sydväst om huvudstaden Teheran. Chahār Cheshmeh-ye Nāz̧em ligger 2 019 meter över havet och antalet invånare är 195.
Terrängen runt Chahār Cheshmeh-ye Nāz̧em är kuperad åt sydväst, men åt nordost är den platt. Runt Chahār Cheshmeh-ye Nāz̧em är det ganska glesbefolkat, med 48 invånare per kvadratkilometer. Närmaste större samhälle är Aznā, 13,1 km söder om Chahār Cheshmeh-ye Nāz̧em. Trakten runt Chahār Cheshmeh-ye Nāz̧em består i huvudsak av gräsmarker.